# Simone Edera
Simone Edera, né le 7 janvier 1997 à Turin en Italie, est un footballeur italien évoluant au poste d'ailier droit au Torino FC.

## Biographie
Il participe avec les jeunes du Torino FC à l'UEFA Youth League lors de la saison 2015-2016 (4 matchs, 2 buts).

## Carrière
- depuis 2016 :  Torino FC
  - 2016-jan. 2017 :  Venise (prêt)
  - jan. 2017-2017 :  Parme (prêt)

## Palmarès
- Finaliste du championnat d'Europe des moins de 19 ans 2016 avec l'équipe d'Italie des moins de 19 ans